# Double Trouble (Frankie Miller)
Double Trouble is het vijfde studioalbum van de Schotse zanger/gitarist Frankie Miller. Op ieder album heeft hij een andere begeleidingsband en een andere producer, waardoor er vaak sprake is van een andere muziekstijl. Op dit album speelt hij vooral stevige rockmuziek.

## Muzikanten
Frankie Miller wordt op dit album begeleid door:
- Ray Russell - gitaar
- Ian Gomm - gitaar
- Chrissy Stewart - basgitaar
- Paul Carrack - keyboards, achtergrondzang
- BJ Wilson – drums
- Steven Tyler - achtergrondzang, mondharmonica op tracks 4, 6, 9 en 10
- blazers: Martin Drover - trompet en bugel / Chris Mercer - saxofoon
- achtergrondzang: Richard Supa, Eric Troyer, Karen Lawrence, Lana Groves en Lonnie Groves

Ray Russel is een Engelse sessiemuzikant. Ian Gomm maakte deel uit van de pubrock band Brinszley Schwarz die Frankie Miller begeleidde op zijn eerste album Once in a blue moon. Bassist Chrissy Stewart speelde mee op Frankie Miller’s derde album The Rock. Barrie James Wilson heeft gedrumd bij Procol Harum. Paul Carrack heeft gespeeld bij de band Ace (die bekend werd met het nummer How long), Squeeze (Cool for cats) en Mike and the Mechanics. Daarna is hij begonnen aan een succesvolle solo-carrière, waarbij hij heeft gewerkt met Phil Collins, Eric Clapton, Elton John en veel andere prominente artiesten. Steven Tyler is bekend als zanger van de hardrockband Aerosmith.

## Muziek
Frankie Miller zingt op dit album vooral rock- en bluesnummers. Het stevig rockende Have you seen me lately Joan is het enige nummer van dit album dat Miller alleen heeft geschreven. De meeste nummers zijn gecomponeerd door Frankie Miller samen met Paul Carrack (onder anderen het bluesrock nummer The train, de ballad Good time love en (I can ‘t) break away). Double heart trouble en Love is all around zijn geschreven door Andy Fraser, de voormalige bassist van de rock- en bluesband Free. Stuborn kind of fellow is een cover van de eerste hitsingle van Marvin Gaye uit 1962. Goodnight sweetheart dateert van 1931 en is door veel artiesten gezongen, waaronder het Ray Noble Orchestra, Bing Crosby en Dean Martin. Have you seen me lately Joann is gecoverd door de Britse hardrock band UFO.

### kant één
1. Have you seen me lately Joan - (Frankie Miller) – 2:15
2. Double heart trouble - (Andy Fraser) – 3:23
3. The train - (Frankie Miller, Paul Carrack) – 3:56
4. You'll be in my mind - (Frankie Miller, Paul Carrack, Ray Russell, Jack Douglas) – 3:34
5. Good time love - (Frankie Miller, Paul Carrack) – 5:00

### kant twee
1. Love waves - (Frankie Miller, Paul Carrack) – 2:56
2. (I can't) breakaway - (Frankie Miller, Paul Carrack) – 4:23
3. Stubborn kind of fellow - (Marvin Gaye, William "Mickey" Stevenson, George Gordy) – 3:08
4. Love Is all around - (Andy Fraser) – 4:53
5. Goodnight sweetheart - (Ray Noble, Jimmy Campbell, Reg Connelly) – 3:59

## Album
Het album Double Trouble is opgenomen in 1978 in de Record Plant studio in New York met producer Jack Douglas, die heeft gewerkt met hardrock bands als James Gang, Mountain en vooral Aerosmith.
Geluidstechnicus was Lee DeCarlo met assistenten Nigel Walker en Sam Ginsberg. Dit album bereikte nummer 177 in de Amerikaanse Billboard 200. Vanaf 1999 is dit album ook op Compact Disc verschenen. In 2004 is een heruitgave van dit album uitgebracht, met zeven bonus-tracks.